# カルバクロール
カルバクロール（英: Carvacrol）は、分子式 C6H3CH3(OH)(C3H7) で表されるモノテルペン誘導体で、オレガノの特徴的な刺激臭がある。チモール（英: Thymol）とは位置異性体の関係にあり、チモールと同時に、植物の精油成分として得られることが多く、精油中のそれら両異性体の含量比は植物の種類や植物の生育環境によって変動がある。

## 存在
1. オレガノ（Origanum vulgale）の地上部から抽出される精油 (オレガノオイル)
2. タイム (植物; Thymus vulgaris)の地上部から抽出される精油 (タイムオイル)
3. ウインターセイボリー（Satureja montana)の地上部から抽出される精油
4. サマーセイボリー（Satureja hortensis）の地上部から抽出される精油
5. アジョワン（Trachyspermum ammi）の種子から抽出される精油
6. タイマツバナ（Monarda didyma)の地上部から抽出される精油
7. ヤグルマハッカ（Monarda fistulosa）の地上部から抽出される精油
8. ヤマジソ（Mosla japonica）の地上部から抽出される精油